# Ambassade van Oekraïne in Bulgarije
De ambassade van Oekraïne in Bulgarije is sinds 1993 de vertegenwoordiging van Oekraïne in Sofia.
In de periode 1919–1923 was er ook een ambassade, toen Bulgarije Oekraïne erkende na de val van het tsarenrijk, en de Oekraïense Volksrepubliek ontstond.

## Ambassadeurs
Sinds 13 juli 2018 is Moskalenko Vitalij Anatolijovic de ambassadeur.
- Aleksandr Konstantinovitsj Vorobjov, 1993–1998
- Viacheslav Pokvalsky, 1998–2004
- Yuri Rylach, 2004–2006
- Victor Kalnik, 2007–2011
- Mykola Baltazhi, 2011–2018
- Moskalenko Vitalij Anatolijovic, 2018

## Website
- Website

België · Bulgarije · Cyprus · Finland · Griekenland · Hongarije · Italië · Kroatië · Letland · Moldavië · Montenegro · Nederland · Oostenrijk · Portugal · Roemenië · Servië · Slovenië · Slowakije · Spanje · Zweden  · Zwitserland